# Klausenbach (Oswaldgrabenbach)
Der Klausenbach ist ein rund 2,3 Kilometer langer, linker Nebenfluss des Oswaldgrabenbachs in der Steiermark.

## Verlauf
Der Klausenbach entsteht im westlichen Teil der Gemeinde Kainach bei Voitsberg, im nördlichen Teil der Katastralgemeinde Oswaldgraben, nordwestlich der Gegend Gstierl und westlich des Gstierlkreuzes. Er fließt im Oberlauf in einem flachen Linksbogen und anschließend in Schlingen insgesamt nach Südsüdosten. Im Süden der Katastralgemeinde Oswaldgraben mündet er nordöstlich des Hofes Hanker und etwa 150 Meter südöstlich des Hofes Bachbauer in den Oswaldgrabenbach, der direkt danach nach rechts abbiegt.
Auf seinem Lauf durchfließt der Klausenbach den Klausengraben und nimmt von rechts einen sowie von links drei kleine und unbenannte Wasserläufe auf.